# Panyu
Panyu, tidigare romaniserat Punyü, är ett stadsdistrikt i södra delen av provinshuvudstaden Guangzhou i provinsen Guangdong i sydöstra Kina.
Panyu är indelat i elva stadsdelsdistrikt och fem köpingar.
Stadsdelsdistrikt (jiedao):

- Dalong (大龙街道)
- Dashi (大石街道)
- Donghuan (东环街道)
- Luopu (洛浦街道)
- Qiaonan (桥南街道)
- Shatou (沙头街道)
- Shawan (沙湾街道)
- Shibi (石壁街道)
- Shiqiao (市桥街道)
- Xiaoguwei (小谷围街道)
- Zhongcun (钟村街道)

Köpingar (zhen):

- Hualong (化龙镇)
- Nancun (南村镇)
- Shilou (石楼镇)
- Shiqi (石碁镇)
- Xinzao (新造镇)